# Логарифмічна лінійка

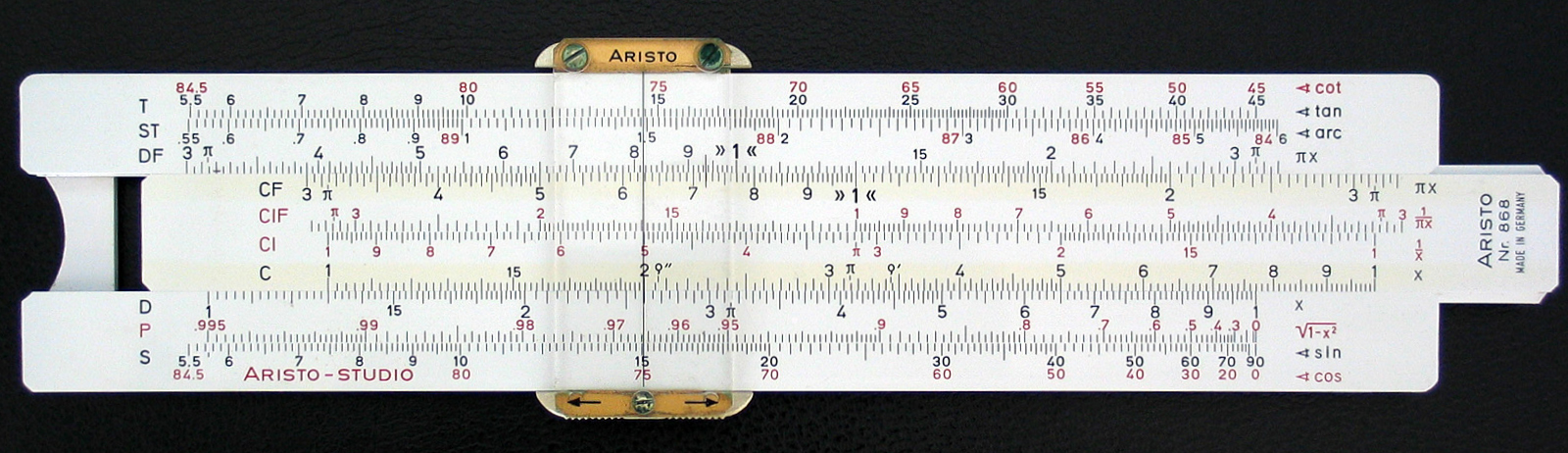
Типова логарифмічна лінійка. Показано обчислення добутку 1,3 × 2 = 2,6

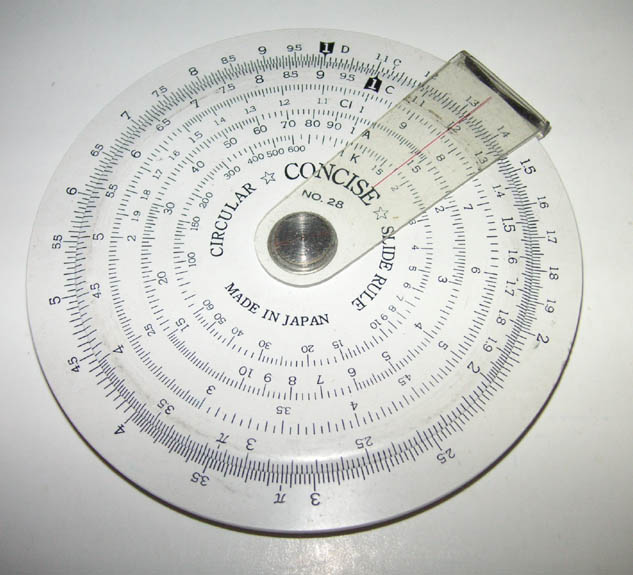
Кругла логарифмічна лінійка

Логарифмі́чна лінійка — аналоговий обчислювальний пристрій, що дозволяє виконувати кілька математичних операцій, основними з яких є множення і ділення чисел.
Найпростіша логарифмічна лінійка складається з двох шкал у логарифмічному масштабі, що здатні пересуватися одна відносно одної. Складніші лінійки містять додаткові шкали й прозорий повзунок з кількома поділками. На зворотній стороні лінійки можуть міститися різні довідкові матеріали.
За допомогою додаткових шкал можна здійснювати піднесення до степеня (частіше всього до квадрата й куба), обчислення логарифмів, тригонометричних функцій та обернених операцій (добування квадратних і кубічних коренів, обчислення експоненти та обернених тригонометричних функцій), перетворення величин між різними системами (наприклад, кіловатів на кінські сили чи навпаки) та деякі інші операції.

## Принцип дії
Принцип дії логарифмічної лінійки полягає тому, що множення й ділення чисел замінюється додаванням і відніманням їх логарифмів відповідно:
{\displaystyle \lg(x\cdot y)=\lg(x)+\lg(y)}
{\displaystyle \lg(x/y)=\lg(x)-\lg(y)}
Для того, щоб обчислити добуток двох чисел, початок (чи кінець) рухомої шкали суміщують із першим множником на нерухомій шкалі, а на рухомій шкалі відшукують другий множник. Навпроти нього на нерухомій шкалі знаходиться результат множення чисел.
Щоб поділити одне число на інше, на рухомій шкалі знаходять дільник і суміщують його з діленим на нерухомій шкалі. Початок (або кінець) рухомої шкали вказує на результат.
При обчисленнях на логарифмічній лінійці використовують лише мантису чисел, порядок результату обчислюється усно: при множенні — порядки операндів складаються, при діленні — віднімаються. При цьому також враховується перехід результату через «край» лінійки, відповідно, відніманням або додаванням одиниці. Наприклад, {\displaystyle 3*2=6}, порядок результату {\displaystyle p(3)+p(2)=1+1-1=1} (переходу через «край» не було; де {\displaystyle p(x)} — порядок числа), але {\displaystyle 3*4=12}, порядок результату {\displaystyle p(3)+p(4)=1+1=2} (був перехід через «край»).
Точність обчислення звичайних логарифмічних лінійок — два-три десяткових знаки. Для виконання інших операцій застосовують повзунок та додаткові шкали.
Слід зазначити, що, попри простоту, на логарифмічній лінійці можна виконувати досить складні розрахунки. Так, наприклад, не зважаючи на те, що для логарифмічної лінійки «не підтримуються» операції складання та віднімання, ці операції можуть бути обраховані відповідно до наступних виразів:
{\displaystyle x+y=(x/y+1)\cdot y}
{\displaystyle x-y=(x/y-1)\cdot y}
При цьому операції множення й ділення виконуються як звичайно, додавання та віднімання одиниці здійснюється зсуванням бігунка у відповідному напрямку.

## Історія
Про автора логарифмічної шкали, яка є праматір'ю логарифмічної лінійки, відомо небагато. Едмунд Гюнтер (1581—1626), родом валлієць, навчався в Оксфорді, де в 1615 році здобув ступінь бакалавра богослов'я. У 1619 році він обирається професором Грешемського коледжу, а в наступному році публікує книгу «Canon tríangulorum», в якій видає обчислені ним таблиці логарифмів синусів і тангенсів і опис своєї логарифмічної шкали. Гюнтер відомий також і тим, що вперше ввів загальноприйняте тепер позначення log і терміни «косинус» і «котангенс».
Перший варіант лінійки розробив англійський математик-аматор Вільям Отред 1622 року. Прозорий бігунок (повзунок) запропонував (1850) використовувати французький математик Амеде Маннгайм.
Раніше випускалися посібники щодо їх використання досить великого обсягу.
У СРСР логарифмічні лінійки широко застосовувалися для виконання інженерних розрахунків приблизно до початку 80-х років XX століття, коли їх було витіснено калькуляторами.

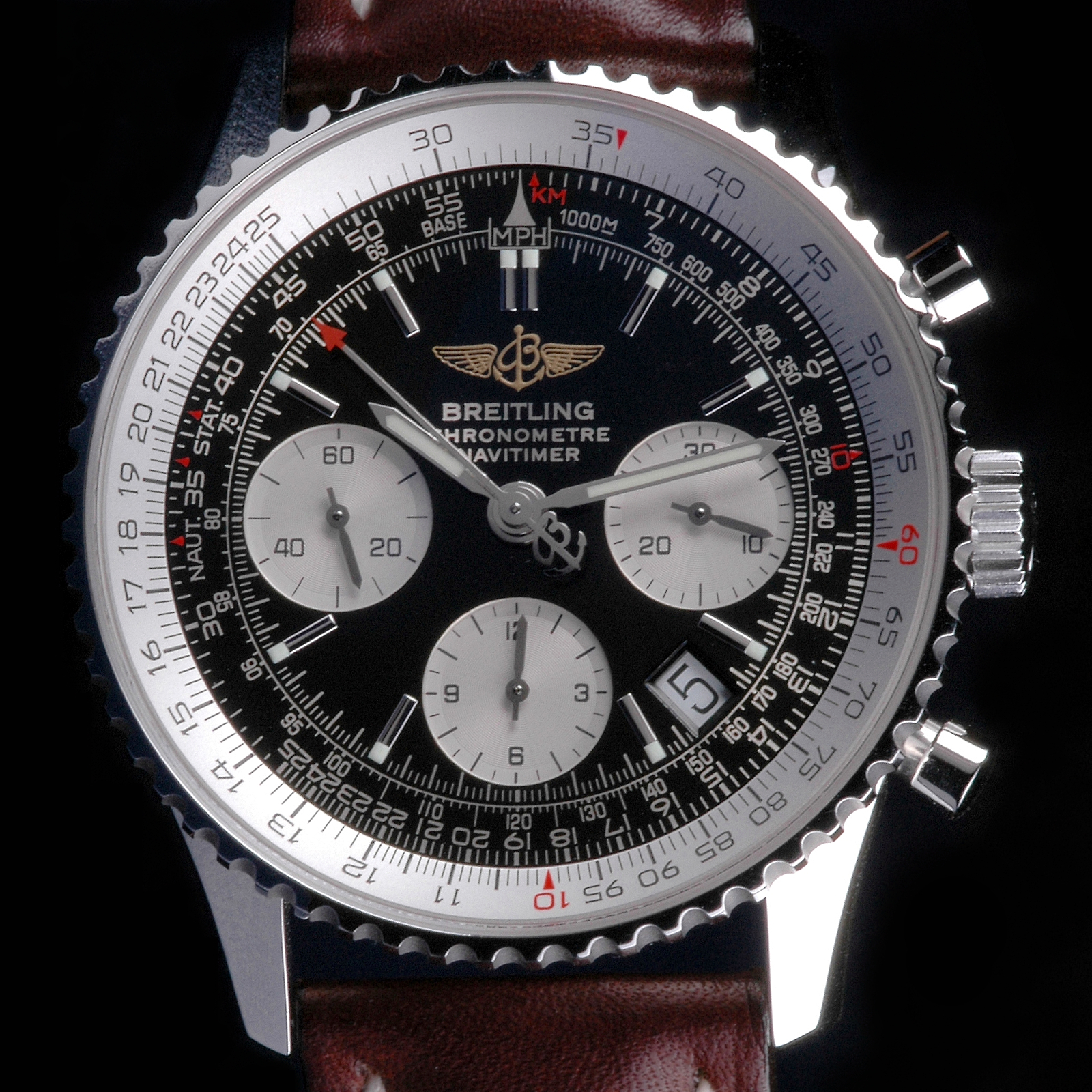
Лінійка на сучасному годиннику компанії Breitling

## Сучасне застосування
Відродження популярності логарифмічної лінійки відбулося в середині XX сторіччя внаслідок попиту пілотів на наручні хронометри з вбудованим простим обчислювальним пристроєм. Рішення було захищене патентом США 1940 року, в 1941 швейцарською компанією Breitling були випущені перші годинники-хронометри з логарифмічною лінійкою. Лінійку було виконано у вигляді двох логарифмічних шкал навколо циферблату, одна з яких могла обертатися. За допомогою такого пристрою стало можливим переводити милі в кілометри, літри в галони тощо. На відміну від калькулятора, при цьому одразу будується шкала відповідності величин.
Логарифмічна лінійка наявна в декількох популярних моделях сучасних наручних годинників виробництва компаній Citizen, Orient, Casio та інших.